# Ameropterus delicatulus
Ameropterus delicatulus là một loài côn trùng trong họ Ascalaphidae thuộc bộ Neuroptera. Loài này được McLachlan miêu tả năm 1871.